# Salmo 67

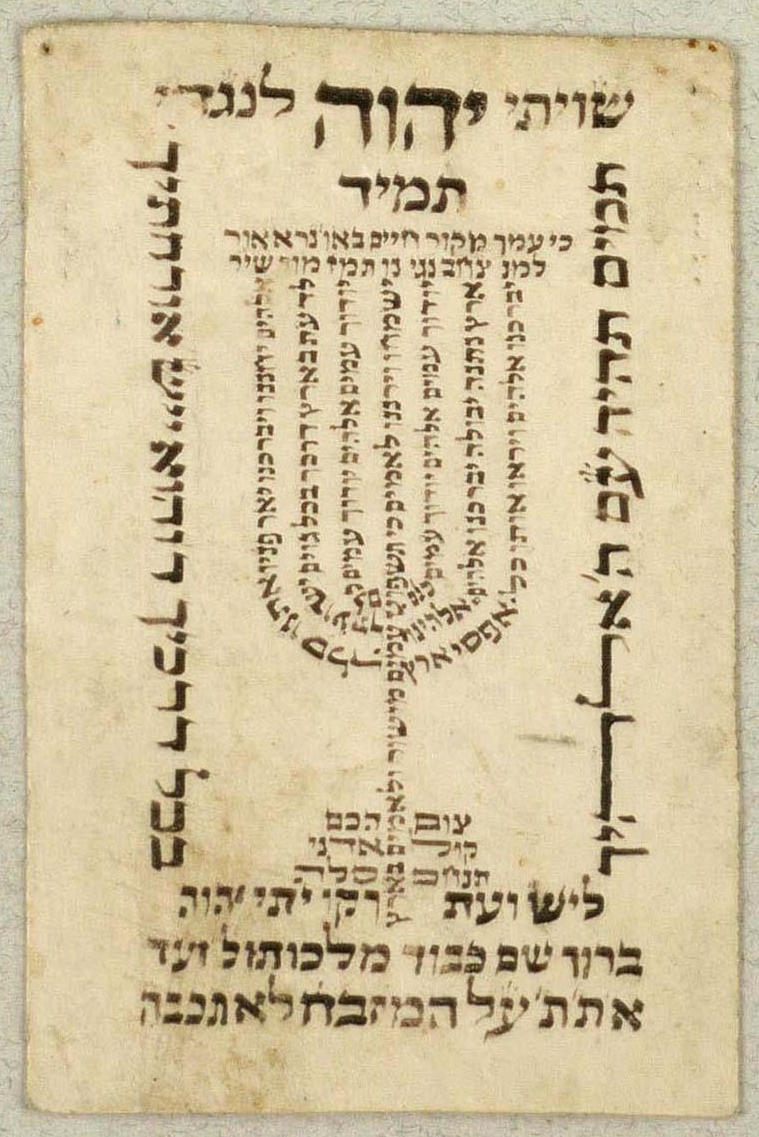
Il testo del salmo scritto in ebraico in forma di menorah.

Il salmo 67 (66 secondo la numerazione greca) costituisce il sessantasettesimo capitolo del Libro dei salmi.
È utilizzato dalla Chiesa cattolica nella liturgia delle ore.